# Buddy Ratner
Buddy Dennis Ratner (* 19. Januar 1947 in New York City) ist ein amerikanischer Chemiker. Er ist Professor für Chemie- und Bioingenieurswesen sowie Direktor des Forschungszentrums für Biomaterialien an der University of Washington (University of Washington Engineered Biomaterials, UWEB), und zählt zu den führenden Forschern der Gegenwart im Bereich der Biomaterialwissenschaften.

## Leben
Buddy Ratner wurde 1947 in New York City geboren und erwarb 1967 einen B.S.-Abschluss in Chemie am dortigen Brooklyn College. Fünf Jahre später promovierte er am Polytechnic Institute of Brooklyn mit einer Arbeit im Bereich der Polymerchemie. Anschließend war er als Post-Doktorand an der Abteilung für Chemieingenieurswesen der University of Washington tätig, bevor er dort 1975 Research Assistent Professor, vier Jahre später Research Associate Professor und 1984 Associate Professor wurde. Von 1985 bis 1996 war er Direktor des National ESCA and Surface Analysis Center for Biomedical Problems (NESAC/BIO), einer Forschungs- und Dienstleistungseinrichtung an der University of Washington für den Bereich der Oberflächenanalyse. Seit 1996 leitet er das von der National Science Foundation geförderte Forschungszentrum für Biomaterialien der Universität (University of Washington Engineered Biomaterials, UWEB).
Die Forschungsinteressen von Buddy Ratner umfassen die Synthese, Modifizierung und Charakterisierung von Materialoberflächen für medizinische Anwendungen, das Tissue Engineering und dessen Anwendung im Bereich der regenerativen Medizin, die Synthese und Charakterisierung von polymeren Biomaterialien sowie Prozesse der Wundheilung und Entzündung im Zusammenhang mit Implantaten. Er ist Mitautor von über 300 wissenschaftlichen Veröffentlichungen und Mitherausgeber des 2004 in zweiter Auflage erschienenen Standardwerkes „Biomaterials Science. An Introduction to Materials in Medicine“. Die International Union of Societies for Biomaterials Science and Engineering, die Weltvereinigung der Gesellschaften für Biomaterialwissenschaften, verlieh ihm 1996 den Titel eines Fellow of Biomaterials Science and Engineering. Im Jahr 2002 erhielt er den Medard W. Welch Award und wurde in die National Academy of Engineering aufgenommen.

## Werke (Auswahl)
- Surface Modification of Polymeric Biomaterials. Plenum Press, New York 1997
- Scanning Probe Microscopy of Polymers. American Chemical Society, Washington DC 1998
- Biomaterials Science. An Introduction to Materials in Medicine. Zweite Auflage. Elsevier Academic Press, San Diego 2004